# Stuart Lafferty
Stuart Lafferty, född 1 oktober 1987 i Hemet, Kalifornien, är en amerikansk skådespelare. Hans smeknamn är Stu-Pac.
Han började spela redan i ung ålder med reklam. Han var även en modell för Champs Sports, OP Sunwear, L.L. Bean m.fl.
Han har en äldre bror som heter James Lafferty.

## Filmografi
- 2007 - Death Sentence
- 2005 - One Tree Hill

## Fotnoter
1. ↑  läs online, www.tv.com .[källa från Wikidata]
2. ↑  Česko-Slovenská filmová databáze, 2001, ČSFD person-ID: 105285.[källa från Wikidata]
3. ↑  läs online, www.backstage.com  .[källa från Wikidata]
4. ↑  läs online, coolspotters.com .[källa från Wikidata]